# Oswaldo de la Cruz Vásquez
Oswaldo de la Cruz Vásquez (Cerro de Pasco, 5 de octubre de 1940-Chaupimarca, 1 de abril del 2021) fue un ingeniero de minas y político peruano. Fue congresista de la república durante el periodo 2006-2011 y alcalde de la provincia de Pasco desde enero de 1999 hasta diciembre del 2002.

## Biografía
Nació en Cerro de Pasco, el 5 de octubre de 1940.
Cursó sus estudios primarios y secundarios en su ciudad natal y, entre 1968 y 1971, cursó estudios superiores de ingeniería de minas en la Universidad Nacional Daniel Alcides Carrión.

## Carrera política

### Alcalde de Pasco
Su primera participación política se dio en las elecciones municipales de 1998 cuando fue elegido a la alcalde de la provincia de Pasco por el movimiento fujimorista Vamos Vecino para el periodo 1999-2002.

### Congresista de la República
Para las elecciones generales del 2006, se apuntó como candidato al Congreso de la República representando a su natal Pasco por Alianza por el Futuro, coalición fujimorista que tenía como candidata presidencial a Martha Chávez. Finalizando los comicios, De la Cruz resultó elegido para el periodo parlamentario 2006-2011.
Durante su gestión como congresista participó en la formulación de 194 proyectos de ley de los que 45 fueron promulgadas como leyes de la república.

## Fallecimiento
El 1 de abril del 2021, Oswaldo de la Cruz falleció a los 80 años.